# Justin Jackson (cestista 1990)
Justin LeShayne Jackson (Cocoa Beach, 13 ottobre 1990) è un cestista statunitense.